# Paréntesis
Los paréntesis (en singular, paréntesis) son signos de puntuación que se usan por pares (por ello se denominan dobles, ya que existe uno de apertura y otro de cierre) y que encierran información, como pueden ser palabras o números.
Para distinguir ambos miembros de los paréntesis en sentido estricto, se suele denominar «paréntesis que abre», «de apertura» o «paréntesis izquierdo» al primero, y «paréntesis que cierra», «de cierre» o «paréntesis derecho» al segundo. Los paréntesis angulares son diferentes de los símbolos matemáticos de desigualdad: los primeros son de ángulo obtuso y los segundos, de ángulo agudo.

## En lenguaje y literatura
En lenguaje, se usan los paréntesis para separar o intercambiar un texto dentro de otro; habitualmente, tienen los siguientes usos:
1. En las cláusulas o frases intercaladas con sentido explicativo independiente. Por ejemplo: Con este último pedido (espero que comprenda la tardanza) concluimos la operación matemática.
2. Para agregar fechas. Por ejemplo: El encuentro con América (1492) significó un hecho trascendental.
3. Para aclaraciones correspondientes a abreviaturas y siglas. Por ejemplo: La OMS (Organización Mundial de la Salud) es un organismo internacional.
4. Para encerrar traducciones. Por ejemplo: Amicus est tamquam alter idem (un amigo es un segundo yo).
5. Para encerrar las acotaciones en las obras teatrales y en los guiones de radio, televisión o cine. Por ejemplo: Karen. (Sonrojándose). No quise decir que tú... ¡Olvídalo!
6. Para encerrar datos aclaratorios como lugares. Por ejemplo: Yo vivo en Oslo (Noruega).
7. En este mismo sentido y para la elaboración de cartas o documentos oficiales, podrán utilizarse para referir las ciudades o fechas. Por ejemplo: Barranquilla (Atlántico) y El día 25 de enero (2016)

## En matemática
En matemáticas, los paréntesis sirven para distintos objetivos:
1. Para definir el orden de evaluación en una fórmula, por ejemplo: {\displaystyle 2\times \left(3+4\right)\neq \left(2\times 3\right)+4},
2. Para definir el argumento de una función, por ejemplo: {\displaystyle f(x)} es la especialización de f en x,
3. Para definir intervalos abiertos, por ejemplo {\displaystyle (a,b)},
4. Para denotar tuplas, se usan tanto los paréntesis comunes como los paréntesis angulares, por ejemplo {\displaystyle \left(1,2\right)} o {\displaystyle \langle V,E\rangle }.

## En informática
en informática, los paréntesis pueden servir en la mayor parte de los lenguajes de programación para forzar prioridades entre las operaciones de una expresión, de una forma análoga a su uso en matemática.
Es muy común su uso como separador de variables en lo que respecta al lenguaje de programación Python además de todos sus usos como código en sí. 
Por ejemplo: -fun26 () set dock 1
Los lenguajes de marcado como el HTML usan las cuñas < > para señalar las etiquetas. Otras variantes, como el Wikitexto, utilizan corchetes [ ], cuñas < > y llaves { } para introducir, respectivamente, enlaces, referencias y plantillas.

### Uso de los paréntesis en programación
- Se usan comúnmente para definir la sintaxis de la estructura de algunas expresiones, anulando la precedencia de operadores: a*(b+c) tiene subexpresiones a y b+c, donde a*b+c tiene subexpresiones a*b y c

- Pasando parámetros o argumentos a una función, especialmente en C y lenguajes similares, y también se usan para llamar a una función: funcion_foo() o funcion_foo(10,1)
- En Forth, los paréntesis abren y cierran los comentarios en el código.
- En la familia de lenguajes Fortran y COBOL, los paréntesis se usan para hacer referencia a los arreglos.
- En el lenguaje de programación Perl hasta Perl 5, se usan para definir listas, arreglos estáticos, para pasar argumentos a una función.
- En Python las llaves se utilizan para listas de elementos no ordenados sin miembros repetidos.[1]

## En historietas
Cuando la ocasión lo amerita, los paréntesis angulares o «cuñas» aparecen abarcando el texto de un globo de diálogo, mismo en el que un personaje habla otra lengua o idioma —según sea el caso—, indicando así una suerte de “cuarta pared brechtiana”, con la que se hace participar al lector en un efecto de intimidad y comprensión dirigido única y exclusivamente a él, puesto que pese a la diferencia lingüística denotada mediante la “cuña”, se entiende su significado, mientras algunos personajes rodeando a quien así se expresa no.

## Otros usos coloquiales
En los chats de Internet, es habitual el uso del paréntesis en la formación de emoticonos, unas curiosas combinaciones de diferentes signos de puntuación, que por su semejanza con un rostro (girado 90° a la izquierda) se utilizan para expresar emociones. Algunos ejemplos son:
- Un paréntesis de cierre tras dos puntos expresa una gran sonrisa :)
- Un paréntesis de apertura tras dos puntos expresa tristeza :(

## Corchetes y llaves
Otras formas de encerrar información son los corchetes 

### Rectangulares
El corchete rectangular, o simplemente, corchete, es un signo de puntuación doble [ ] usado con relativa frecuencia, que se utiliza de forma similar a los paréntesis que anexan información complementaria o aclaratoria.<ref>Real Academia Española. «corchete: 4. m.: Signo ortográfico doble ([ ]) usado para incluir información complementaria o aclaratoria en un texto; con tres puntos suspensivos en su interior, para indicar la omisión de parte del texto citado y, en fonética, para encerrar las transcripciones.». Diccionario de la lengua española (23.ª edición).
Los corchetes se escriben pegados a la primera y la última palabra del período que enmarcan, y separados por un espacio de las palabras o signos que los preceden, aunque existen algunas excepciones; sin embargo, si al cierre de corchete le precede un signo de puntuación, no se dejará espacio entre ambos.

### Tortuga
Los corchetes caparazón tortuga 〔 〕 son una variable poco conocida y usada del corchete en los sistemas de escritura. Su nombre se debe a la forma que se les dio inicialmente para los sistemas Unicode.
- El símbolo de apertura es 〔, y el símbolo de cierre es 〕.

En la tabla de caracteres Unicode, 〔 corresponde a U+3014, y 〕 corresponde a U+3015.

### Llaves
La llave { } es un signo gráfico constituido por dos líneas sinuosas que forman una pequeña punta en el centro. Se trata de un signo de los llamados dobles, ya que existe uno de apertura ({) y otro de cierre (}).
Se utiliza principalmente en cuadros sinópticos o esquemas, para abarcar varios elementos en líneas diferentes y que constituyan una enumeración a partir de un concepto dado, generado por la apertura o cierre de llave. En estos casos se emplea el signo de apertura, aunque en esquemas complejos pueden combinarse ambos.
También se suele utilizar en programación. En este caso, se combinan ambos para cerrar listas de elementos.